# Shunsuke Mito
Shunsuke Mito (japanisch 三戸 舜介 Mito Shunsuke; * 28. September 2002 in Ube, Präfektur Yamaguchi) ist ein japanischer Fußballspieler.

## Karriere
Shunsuke Mito erlernte das Fußballspielen in der Mannschaft der JFA Academy Fukushima. Von September 2020 bis Saisonende wurde er an Albirex Niigata ausgeliehen. Der Verein aus Niigata, einer Großstadt in der Präfektur Niigata auf Honshū, der Hauptinsel von Japan, spielte in der zweiten japanischen Liga, der J2 League. Nach der Ausleihe wurde er von Albirex im Februar 2021 fest unter Vertrag genommen. Sein Zweitligadebüt gab Shunsuke Mito am 27. Februar 2021 im Auswärtsspiel gegen Giravanz Kitakyūshū. Hier wurde er in der 90. Minute für Kōji Suzuki eingewechselt. Am Ende der Saison 2022 feierte er mit Albirex die Meisterschaft und den Aufstieg in die erste Liga. Nach der Saison 2023 wurde er zum Nachwuchsspieler der Saison gewählt. Nach 80 Ligaspielen, in denen er zwölf Tore erzielte, wechselte er im Januar 2024 zum niederländischen Erstligisten Sparta Rotterdam.

## Erfolge
Albirex Niigata
- Japanischer Zweitligameister: 2022  ▲

## Auszeichnungen
J. League
- Nachwuchsspieler der Saison: 2023